# ADT (기업)
ADT 주식회사(영어: ADT Inc.)는 24시간 최첨단 무인경비 시스템과 즉각적인 출동서비스를 제공하는 미국의 경비 보안 업체이다.
대한민국에서는 1971년에 '(주)한국보안공사'로 설립되었고 1998년에 '(주)캡스'로 사명을 변경하였다. 2008년에 ‘(주)ADT캡스’로 사명 변경. ADT캡스는 2018년 10월 1일 SK텔레콤에 인수되었다.